# جشنواره بین‌المللی فیلم اسکندریه
جشنواره بین‌المللی فیلم اسکندریه برای کشورهای مدیترانه‌ای (انگلیسی: Alexandria International Film Festival) یک جشنواره فیلم در مصر است. ایک جشنواره توسط انجمن نویسندگان و منتقدین فیلم مصر (EAFWC) سازماندهی شده‌است. هدف این جشنواره گسترش فرهنگ فیلم‌سازی و تقویت روابط بین فیلمسازان در سراسر جهان به خصوص بین کشورهای مدیترانه‌ای است.